# Campeonato caboverdiano de fútbol
El Campeonato caboverdiano de fútbol es una liga de fútbol, fundada en 1976 de Cabo Verde. El primer campeonato local se disputó en 1953 luego de la independencia de las islas del Imperio portugués, el torneo es organizado por la Federación caboverdiana de fútbol.
Los equipos con más títulos son el CS Mindelense con 13 y el Sporting Clube da Praia con 10 títulos.

## Formato
El campeonato se juega entre los campeones de las 11 ligas que existen actualmente en Cabo Verde más el campeón anterior (si uno de los 11 campeones de liga es el campeón anterior del campeonato caboverdiano de fútbol participará el subcampeón de la liga correspondiente). Se divide en dos grupos de seis componentes cada uno, jugándose solo una ronda de enfrentamientos, así que en caso de empate a puntos se mira la diferencia de goles a favor sin tener en cuenta el enfrentamiento entre ellos. Se clasifican para las semifinales los dos primeros de cada grupo, jugando el primero de cada uno de ellos contra el segundo del otro. Las semifinales y final se juegan a doble partido.
El equipo campeón tiene como premio el formar parte en la Liga de Campeones de la CAF.

## Ligas 2018
| Liga                | 1a. División | 2a. División |
| ------------------- | ------------ | ------------ |
| Boavista            | 8            | -            |
| Brava               | 7            | -            |
| Fogo                | 10           | 12           |
| Maio                | 8            | 4            |
| Sal                 | 8            | 5            |
| Santiago (norte)    | 12           | 10           |
| Santiago (sur)      | 12           | 9            |
| Santo Antão (norte) | 6            | 3            |
| Santo Antão (sur)   | 6            | -            |
| São Nicolau         | 8            | -            |
| São Vicente         | 8            | 6            |

## Antes de la independencia

### Campeones[1]
| - 1939: CS Mindelense - 1940-48: Desconocido - 1951: CS Mindelense - 1951-52: Desconocido - 1953: Académica do Mindelo - 1954: CS Mindelense - 1955: No disputada - 1956: CS Mindelense - 1957-59: No disputada - 1960: CS Mindelense - 1961: Sporting Clube da Praia - 1962: CS Mindelense | - 1963: FC Boavista - 1964: Académica do Mindelo - 1965: Académica da Praia - 1966: CS Mindelense - 1967: Académica do Mindelo - 1968: CS Mindelense - 1969: Sporting Clube da Praia - 1970: No disputada - 1971: CS Mindelense - 1972: CD Travadores - 1973: GS Castilho - 1974: Sporting Clube da Praia |

### Palmarés por club
| Equipo                  | Veces campeón | Años campeón                                         |
| ----------------------- | ------------- | ---------------------------------------------------- |
| CS Mindelense           | 9             | 1939, 1951, 1954, 1956, 1960, 1962, 1966, 1968, 1971 |
| Académica do Mindelo    | 3             | 1953, 1964 y 1967                                    |
| Sporting Clube da Praia | 3             | 1961, 1969, 1974                                     |
| FC Boavista             | 1             | 1963                                                 |
| Académica da Praia      | 1             | 1965                                                 |
| CD Travadores           | 1             | 1972                                                 |
| GS Castilho             | 1             | 1973                                                 |

## Después de la independencia

### Campeones[2]
| Temporada | Campeón                                     | Resultado                                   | Finalista                                   |
| --------- | ------------------------------------------- | ------------------------------------------- | ------------------------------------------- |
| 1976      | CS Mindelense                               | 0-0, 3-0                                    | Botafogo FC                                 |
| 1977      | CS Mindelense                               | 2-0, 0-2 (4-3 pen.)                         | Sporting Clube da Praia                     |
| 1978      | No disputado                                | No disputado                                | No disputado                                |
| 1979      | No disputado                                | No disputado                                | No disputado                                |
| 1980      | Botafogo FC                                 | 2-1                                         | CS Mindelense                               |
| 1981      | CS Mindelense                               | 2-0                                         | Botafogo FC                                 |
| 1982      | No disputado                                | No disputado                                | No disputado                                |
| 1983      | Académica Operária da Boa Vista             | 2-0                                         | FC Derby                                    |
| 1984      | FC Derby                                    | 0-0 (6-5 pen.)                              | Académica do Sal                            |
| 1985      | Sporting Clube da Praia                     | 2-0                                         | SC Morabeza                                 |
| 1986      | No disputado                                | No disputado                                | No disputado                                |
| 1987      | FC Boavista                                 | 3-1, 0-0                                    | SC Atlético                                 |
| 1988      | CS Mindelense                               | 2-0, 0-1                                    | Sporting Clube da Praia                     |
| 1989      | Académica do Mindelo                        | 0-0 1-1                                     | CS Mindelense                               |
| 1990      | CS Mindelense                               | 2-1, 1-0                                    | Desportivo da Praia                         |
| 1991      | Sporting Clube da Praia                     | 0-0 1-0                                     | CD Ribeira Brava                            |
| 1992      | CS Mindelense                               | 0-0, 1-1                                    | CD Travadores                               |
| 1993      | Académica do Sal                            | 2-2, 2-1                                    | FC Boavista                                 |
| 1994      | CD Travadores                               | 2-0, 2-1                                    | SC Atlético                                 |
| 1995      | FC Boavista                                 | Fase final triangular                       | Fase final triangular                       |
| 1996      | CD Travadores                               | Fase final triangular                       | Fase final triangular                       |
| 1997      | Sporting Clube da Praia                     | 0-0, 1-1                                    | CS Mindelense                               |
| 1998      | CS Mindelense                               | Fase final grupo de 4 equipos               | Fase final grupo de 4 equipos               |
| 1999      | GD Amarantes                                | 2-0, 1-1                                    | Vulcânicos FC                               |
| 2000      | FC Derby                                    | 1-1, 1-0                                    | Académica Operária da Boa Vista             |
| 2001      | CD Onze Unidos                              | Formato de liguilla                         | Formato de liguilla                         |
| 2002      | Sporting Clube da Praia                     | Formato de liguilla                         | Formato de liguilla                         |
| 2003      | Académico do Aeroporto do Sal               | 3-1, 3-2                                    | FC Ultramarina                              |
| 2004      | Sal-Rei FC                                  | 2-0, 1-2                                    | Académica da Praia                          |
| 2005      | FC Derby                                    | 1-1, 4-3                                    | Sporting Clube da Praia                     |
| 2006      | Sporting Clube da Praia                     | 1-0, 2-2                                    | Académico do Aeroporto do Sal               |
| 2007      | Sporting Clube da Praia                     | 0-0, 1-1                                    | Académica do Mindelo                        |
| 2008      | Sporting Clube da Praia                     | 0-1, 3-0                                    | FC Derby                                    |
| 2009      | Sporting Clube da Praia                     | 2-0, 1-1                                    | Académica da Praia                          |
| 2010      | FC Boavista                                 | 2-0, 1-0                                    | Sporting Clube da Praia                     |
| 2011      | CS Mindelense                               | 1-0, 0-0                                    | Sporting Clube da Praia                     |
| 2012      | Sporting Clube da Praia                     | 1-1, 0-0                                    | SC Atlético                                 |
| 2013      | CS Mindelense                               | 3-0, 2-2                                    | Académica do Porto Novo                     |
| 2014      | CS Mindelense                               | 2-1, 0-0                                    | Académica do Fogo                           |
| 2015      | CS Mindelense                               | 1-1, 1-1 (4-3 pen.)                         | FC Derby                                    |
| 2016      | CS Mindelense                               | 0-1, 1-0 (5-4 pen.)                         | Académica do Porto Novo                     |
| 2017      | Sporting Clube da Praia                     | 2-1, 3-2                                    | FC Ultramarina                              |
| 2018      | Académica da Praia                          | 2 - 0                                       | CS Mindelense                               |
| 2019      | CS Mindelense                               | 3 - 1                                       | GD Oásis Atlântico                          |
| 2020      | Cancelado debido a la pandemia del COVID-19 | Cancelado debido a la pandemia del COVID-19 | Cancelado debido a la pandemia del COVID-19 |
| 2021      | Cancelado                                   | Cancelado                                   | Cancelado                                   |
| 2022      | Académica do Mindelo                        | 1 - 0                                       | GD Palmeira de Santa Maria                  |
| 2023      | GD Palmeira de Santa Maria                  | 1 - 1 (7-6 pen.)                            | Académica do Mindelo                        |
| 2024      | FC Boavista                                 | 1-0, 0-0                                    | FC Derby                                    |
| 2025      |                                             | -                                           |                                             |

### Palmarés por club
| Club                            | Campeón | Años campeón                                                                 |
| ------------------------------- | ------- | ---------------------------------------------------------------------------- |
| CS Mindelense                   | 13      | 1976, 1977, 1981, 1988, 1990, 1992, 1998, 2011, 2013, 2014, 2015, 2016, 2019 |
| Sporting Clube da Praia         | 10      | 1985, 1991, 1997, 2002, 2006, 2007, 2008, 2009, 2012, 2017                   |
| FC Derby                        | 3       | 1984, 2000, 2005                                                             |
| FC Boavista                     | 3       | 1987, 1995, 2010                                                             |
| CD Travadores                   | 2       | 1994, 1996                                                                   |
| Académica do Mindelo            | 2       | 1989, 2022                                                                   |
| Botafogo FC                     | 1       | 1980                                                                         |
| Académica Operária da Boa Vista | 1       | 1983                                                                         |
| Académica do Sal                | 1       | 1993                                                                         |
| GD Amarantes                    | 1       | 1999                                                                         |
| CD Onze Unidos                  | 1       | 2001                                                                         |
| Académico do Aeroporto do Sal   | 1       | 2003                                                                         |
| Sal-Rei FC                      | 1       | 2004                                                                         |
| Académica da Praia              | 1       | 2018                                                                         |
| GD Palmeira de Santa Maria      | 1       | 2023                                                                         |

### Palmarés por isla
| Isla                | Títulos | Años campeón |
| ------------------- | ------- | --- |
| Isla de São Vicente | 19      | 1976, 1977, 1981, 1984, 1988, 1989, 1990, 1992, 1998, 1999, 2000, 2005, 2011, 2013, 2014, 2015, 2016, 2019, 2022 |
| Isla de Santiago    | 16      | 1985, 1987, 1991, 1994, 1995, 1996, 1997, 2000, 2006, 2007, 2008, 2009, 2010, 2012, 2017, 2018                   |
| Isla de Sal         | 3       | 1993, 2003, 2023                                                                                                 |
| Isla de Boa Vista   | 2       | 1983, 2004 |
| Fogo                | 1       | 1980 |
| Isla de Maio        | 1       | 2001 |